# 国鉄タキ19000形貨車
国鉄タキ19000形貨車（こくてつタキ19000がたかしゃ）は、かつて日本国有鉄道（国鉄）及び1987年（昭和62年）4月の国鉄分割民営化後は日本貨物鉄道（JR貨物）に在籍したタンク車である。

## 概要
本形式はセメント輸送用として1967年（昭和42年）から1971年（昭和46年）にかけて日立製作所にて186両（コタキ19000 - コタキ19185）が製作された40 t積の私有貨車である。
記号番号表記は特殊標記符号「コ」（全長 12 m 以下）を前置し「コタキ」と標記する。
タキ1900形の後形式にあたり、タキ1900形の製作が日立製作所を含む合計4社で行われたのに対して本形式では日立製作所の1社のみで行われた。このためメーカ毎による構造の差異がない形式である。タンク体材質には普通鋼及び耐候性高張力鋼の併用で行われた。普通鋼のみで製作されたタキ1900形とはこの点で大きく異なる。
本形式は大阪セメント（113両）、日立セメント（6両）、電気化学工業（57両）、住友セメント（10両）の合計4社が所有した。4社ともタキ1900形を所有しており、さらに日立製作所では本形式製作期間中でもタキ1900形を製作していた。本形式の製作は1971年（昭和46年）にて終了したがタキ1900形の製作はその後1981年（昭和56年）まで続いた。
全長は10,800 mm、全幅は2,567 mm、全高は3,528 mm、台車中心間距離は6,700 mm、タンク実容積は32.0 m3、自重は13.8 t、換算両数は積車5.5、空車1.4であり、台車はベッテンドルフ式のTR41Cであった。
1987年（昭和62年）4月の国鉄分割民営化時には173両の車籍がJR貨物に継承され、1995年（平成7年）度末時点で現存していたが、2007年（平成19年）10月に最後まで在籍した8両（コタキ19087、コタキ19097、コタキ19108 - コタキ19110、コタキ19113 - コタキ19115）が廃車になり形式消滅した。

## 後閑駅貨物列車脱線事故
1979年（昭和54年）10月23日に後閑駅にて発生した青海発、高崎操車場行き上り貨物列車の脱線事故にて本形式の内3両（コタキ19050、コタキ19060、コタキ19069）が廃車となった。

## 年度別製造数
各年度による製造会社と両数、所有者は次のとおりである。
- 昭和42年度 - 12両
  - 日立製作所 12両 大阪セメント（コタキ19000 - コタキ19011）
- 昭和43年度 - 74両
  - 日立製作所 43両 大阪セメント（コタキ19012 - コタキ19044、コタキ19076 - コタキ19085）
  - 日立製作所 4両 日立セメント（コタキ19045 - コタキ19048）
  - 日立製作所 27両 電気化学工業（コタキ19049 - コタキ19075）
- 昭和44年度 - 52両
  - 日立製作所 30両 電気化学工業（コタキ19086 - コタキ19115）
  - 日立製作所 10両 大阪セメント（コタキ19116 - コタキ19125）
  - 日立製作所 10両 住友セメント（コタキ19146 - コタキ19155）
  - 日立製作所 2両 日立セメント（コタキ19156 - コタキ19157）
- 昭和45年度 - 20両
  - 日立製作所 20両 大阪セメント（コタキ19126 - コタキ19145）
- 昭和46年度 - 28両
  - 日立製作所 28両 大阪セメント（コタキ19158 - コタキ19185）